# Exodermis
Die Exodermis (zusammengesetzt aus griech. exo „außen“ und dermis, abgeleitet von derma „Haut“, „Lederhaut“) ist das sekundäre Abschlussgewebe der Wurzel von Pflanzen. Bei zahlreichen Pflanzenarten variieren Dicke und Durchlässigkeit der Exodermis, was den Pflanzen ermöglicht, sich optimal an ihre jeweilige Umwelt anzupassen. Die Exodermis bildet sich aus der Hypodermis, verkorkt und ersetzt die Rhizodermis, deren Wurzelhaare eine begrenzte Lebensdauer haben. Mit den Haaren sterben die Zellen der Rhizodermis ab, und die oft schon mit ersten Suberin-Wandlamellen ausgestattete Exodermis übernimmt die Funktion des Abschlussgewebes. Hier beginnt die Zone der Wurzelverzweigung.

## Belege
1. ↑  Daryl E. Enstone, Carol A. Peterson, Fengshan Ma: Root Endodermis and Exodermis: Structure, Function, and Responses to the Environment. In: Journal of Plant Growth Regulation. Band 21, Nr. 4, 1. Dezember 2002, ISSN 1435-8107, S. 335–351, doi:10.1007/s00344-003-0002-2.